# Bnei Sakhnin FC
Maillots
Le Ihoud Bnei Sakhnin Football Club (en hébreu : איחוד בני סכנין, et en arabe : اتحاد أبناء سخنين لكرة القدم), plus couramment abrégé en Bnei Sakhnin, est un club israélien de football fondé en 1991 et basé dans la ville arabe de Sakhnin.
Il est le premier club représentant d'une ville arabe à remporter la Coupe d'Israël en mai 2004.

## Histoire du club
Ayant atteint récemment la première division du championnat d'Israël, l'équipe crée régulièrement l'événement à cause de son identité arabe. Régulièrement, les supporteurs du Beitar Jérusalem insultent ceux du Bnei Sakhnin. Lors de la victoire en finale de la Coupe, des fans du Beitar ont publié une nécrologie dans Yediot Aharonot, pour annoncer la mort du football israélien.
Le comportement des supporteurs de Sakhnin est également critiqué lorsque des incidents ont eu lieu le 29 janvier 2005 en marge du match contre l'Hapoël Tel-Aviv.
Le club a reçu plusieurs soutiens financiers. Le 23 août 2005, Arcadi Gaydamak, un millionnaire juif russe, par ailleurs président du Beitar Jérusalem, a offert 400 000 dollars parce que le club promeut la paix et l'harmonie entre les habitants d'Israël. En octobre 2005, le Qatar a annoncé un don de 10 millions de dollars US pour la construction d'un nouveau stade à Sakhnine. 
Ce stade porte aujourd'hui le nom de Stade de Doha en hommage à Doha, capitale du Qatar.

## Bilan sportif

### Palmarès
| Compétitions nationales | Compétitions internationales            | |
| --- | --------------------------------------- | --- |
| \| - Coupe d'Israël (1) : - Vainqueur : 2003-2004. - Coupe de la Ligue israélienne : - Finaliste : 2020-2021. - Championnat d'Israël de deuxième division : - Vice-champion : 2002-2003, 2006-2007 et 2019-2020. \| \| - Championnat d'Israël de troisième division (1) : - Champion : 1996-1997. - Championnat d'Israël de cinquième division (2) : - Champion : 1985-1986[2] et 1986-1987[2]. \| | - Coupe Intertoto : - Finaliste : 2008. | |
| - Coupe d'Israël (1) : - Vainqueur : 2003-2004. - Coupe de la Ligue israélienne : - Finaliste : 2020-2021. - Championnat d'Israël de deuxième division : - Vice-champion : 2002-2003, 2006-2007 et 2019-2020. |                                         | - Championnat d'Israël de troisième division (1) : - Champion : 1996-1997. - Championnat d'Israël de cinquième division (2) : - Champion : 1985-1986 et 1986-1987. |

## Personnalités du club

### Présidents
- Hasan Abusalih
- Mohammed Abu Younes
- Sobhi Ghaliah

### Entraîneurs
| - Azmi Nassar (1999 - 2000) - ? (2000 - 2002) - Momi Zafran (2002) - Eyal Lahman (2003 - 2004) - Momi Zafran (2005) - Michael Kadosh (2005 - mars 2006) - Yehoshua Feigenbaum (mars 2006 -2006) - Jairo Swirsky (2006 - 2007) - Elisha Levy (1er juillet 2006 - 30 juin 2008) - Freddy David (1er juillet 2008 - novembre 2008) - Eyal Lahman (novembre 2008 - mars 2009) - Eran Kulik (mars 2009 - 19 octobre 2009) - Marco Balbul (21 octobre 2009 - 30 juin 2010) - Yuval Naim (1er juillet 2010 - 11 août 2010) - Haim Levy (2010) | - Slobodan Drapic (octobre 2010 - avril 2011) - Shlomi Dora (4 avril 2011 - 10 mars 2013) - Marco Balbul (11 mars 2013 - 19 juin 2014) - Guy Levy (19 juin 2014 - décembre 2014) - Eli Cohen (décembre 2014 - décembre 2015) - Yossi Abuksis (décembre 2015 - 2017) - Jairo Swirsky (2017 - août 2017) - Felix Naim (août 2017 - janvier 2018) - Tal Banin (janvier 2018 - 2018) - Benny Ben Zaken (2018) - Amir Turgeman (2018 - 2019) - Giorgi Daraselia (2019) - Eldad Shavit (2019) - Nissan Yehezkel (2019 -) |

### Joueurs

#### Joueurs emblématiques
- Maor Buzaglo
- Dekel Keinan
- Abbas Suan
- Nastja Čeh
- Edith Agoye
- Kémoko Camara
- Ernest Etchi
- Alain Masudi
- Nsumbu Mazuwa
- Energy Murambadoro
- John Culma

#### Effectif actuel
Effectif pour la saison 2023-2024
| N° | Nat.             | Poste | Nom du joueur           |
| -- | ---------------- | ----- | ----------------------- |
| 2  | Drapeau d’Israël | D     | Maroon Gantus           |
| 3  | Drapeau d’Israël | D     | Yazan Nassar            |
| 5  | Drapeau d’Israël | M     | Gaby Joury              |
| 7  | Drapeau d’Israël | M     | Biram Kayal (capitaine) |
| 8  | Drapeau d’Israël | M     | Matanel Tadseda         |
| 9  | Drapeau d’Israël | A     | Zahi Ahmed              |
| 10 | Drapeau d’Israël | D     | Muflah Shalata          |
| 11 | Drapeau d’Israël | A     | Dor Hugi                |
| 12 | Drapeau d’Israël | D     | Aviv Salamon            |
| 14 | Drapeau d’Israël | A     | Yoel Abuhatzira         |
| 16 | Drapeau d’Israël | A     | Mohamad Shaker          |
| 17 | Drapeau d’Israël | D     | Hassan Hilo             |
| 18 | Drapeau d’Israël | M     | Mohamad Fukra           |

| No. | Nat.                    | Position | Nom du joueur      |
| --- | ----------------------- | -------- | ------------------ |
| 19  | Drapeau d’Israël        | M        | Saher Taji         |
| 22  | Drapeau d’Israël        | G        | Mohammed Abu Nil   |
| 23  | Drapeau de la Palestine | A        | Hassan Alaa Aldeen |
| 24  | Drapeau d’Israël        | A        | Bassel Khuri       |
| 28  | Drapeau d’Israël        | D        | Ovadia Darwish     |
| 29  | Drapeau d’Israël        | A        | Anis Forat Ayias   |
| 33  | Drapeau de la Belgique  | M        | Stéphane Omeonga   |
| 37  | Drapeau d’Israël        | M        | Ahmad Taha         |
| 77  | Drapeau d’Israël        | M        | Mohammad Bdarney   |
| –   | Drapeau d’Israël        | D        | Bana               |
| –   | Drapeau d’Israël        | D        | Rotem Keller       |
| –   | Drapeau d’Israël        | D        | Taleb Tawatha      |
| –   | Drapeau du Monténégro   | D        | Ilija Martinović   |
| –   | Drapeau d’Israël        | D        | Nasim Abu Yunes    |
| –   | Drapeau d’Israël        | A        | Mohammad Khalaila  |
| –   | Drapeau de Curaçao      | A        | Rangelo Janga      |